# 천두슈
천두슈(중국어 정체자: 陳獨秀, 간체자: 陈独秀, 병음: Chén Dúxiù, 한자음: 진독수, 1879년 10월 8일~1942년 5월 27일)는 중화민국의 정치인, 언론인이다. 공산주의 혁명가, 코민테른의 활동가이자, 트로츠키주의 정치인으로 중국공산당의 초대 총서기를 지냈다. 호는 스안(중국어 정체자: 實庵, 한자음: 실암), 자는 중푸(중국어 정체자: 仲甫, 한자음: 중보), 필명은 즈옌(중국어 정체자: 隻眼, 한자음: 척안)이다.
1915년 신청년을 창간하고 신문화운동을 주도하였으며, 1921년에는 리다자오 등과 함께 중국공산당을 창당하였다. 1923년 제1차 국공합작이 성사되어 북벌에 참가하였으나, 장제스가 일으킨 4·12 사건으로 국공합작이 결렬되었으며, 이로 인해 코민테른으로부터 비판을 받고 중국공산당에서 제명되었다.

## 생애

### 어린 시절과 신해혁명
진독수는 안휘성(安徽省) 안경부(安慶府) 화녕현(花寧縣) 십리포향(十里鋪鄕, 현재의 안후이성 안칭시 화이닝현 다관구)에서 부유한 지주인 진연중(陳衍中, 천옌중)의 아들로 태어났다. 2세때 아버지가 역병으로 사망하여 조부 진장욱(陳章旭, 천장쉬)과 맏형 진경원(陳慶元, 천칭위안)의 훈육을 받으며 사서오경 등의 유학을 공부했다. 
이후 1896년 안휘성 지역 과거에 급제하여 수재가 되었고 이듬해에 항주구시서원에 입학하여 프랑스어와 선박공학을 공부했다. 같은 해에 중매 결혼으로 가오샤오란(高曉嵐)과 혼인하여 남경(南京)으로 건너가 과거 시험에 응시했으나 불합격했다. 이후 유학(留學)을 지망하여 1901년 일본에 건너가 와세다 대학에서 유학 생활을 했다. 1911년의 신해혁명에서 활약하여 안후이 성 교육사장(敎育司長)이 되었으나, 제2혁명에 패배하여 일본으로 망명하였다.

### 신문화운동
이후 언론 활동에 뜻을 두어 1915년 7월에 잡지 <신청년>을 창간하였다. 이어 차이위안페이에 초빙되어 중화민국 국립 베이징대에서 철학과 교수, 사회과학 교수, 문과 학장(文科 學長) 등을 지내면서, 신문화운동에 참여하였다.

### 중국공산당 결성
오사운동 중에 리다자오와 함께 코민테른에 경도, 1920년 마르크스주의자로 상하이에서 공산주의 소조를 발기하여 중국공산당 창당 당원 모집에 나섰고, 1921년 7월 코민테른(제3인터내셔널)의 지도 하에 중국공산당 제1차전국대표대회를 개최함으로써, 리다자오, 마오쩌둥 등과 함께 중국공산당을 창당하였다. 코민테른과 긴밀한 관계 하에서 공산주의 혁명을 추진하는 국제 공산주의자이었으며, 이 때문에 사대주의자라는 비판을 받기도 하였다. 중국공산당의 총서기가 되어서 중국의 레닌이라고도 호칭되었다.

### 제1차 국공합작
1923년 6월 12일부터 6월 20일까지 광저우에서 열린 중국공산당 제3차전국대표대회에서는 코민테른의 지시로, 중국공산당 당원들이 국민당에 가입, 국민당을 좌파 정당으로 개조하며, 공산당이 공개적으로 활동할 수 없는 곳에서 당원들이 국민당 깃발 아래 활동하며, 취약한 국민당 당원들을 나중에 공산당에 끌어들인다는 제1차 국공합작이 제기되었다. 중국공산당의 장궈타오 등은 이에 "공산주의 정당은 자기 정당의 기치 아래 공산주의 혁명에 참가해야 하며, 만약 부르주아 성격의 국민당 조직에 가입하면, 프롤레타리아트 사상을 혼란시킬 위험을 면치 못할 것이다"라며 반대하였고, 천두슈도 국공 합작에 반대하였으나, 코민테른의 면밀한 전략에 따른 압력 하중을 이겨내지 못하고 결국 마지못해 따랐다.

### 국공합작 진행
1926년 11월부터 12월 초까지 열린 코민테른 집행위원회 제7차 확대회의에서 통과된 중국문제에 관한 결의와 코민테른을 이끌던 스탈린의 《중국 혁명의 앞길》이라는 연설은 중국공산당이 미국, 영국, 독일, 프랑스 등에 대한 반제국주의 노선의 투쟁을 확대 전개할 것과, 도시 노동자 조직의 무장 말고도, 농민 무장과 그 무장 세력의 지도권 확대가 중요하다고 강조하였다. 이 기간에 코민테른은 중공 중앙에 전국 토지 혁명의 전개, 국민당 지도 기관의 개조, 국민당 내 균열을 위한 무한 정부 지지 등의 지시도 하달하였다. 6월 1일, 이러한 지시는 중국공산당 중앙에 의해 받아들여졌다. 그 뒤 7월 3일, 중국공산당 중앙은 확대회의를 개최하였고, 7월 4일에는 상임 확대회의가 열렸다. 여기서 마오쩌둥 등은 농촌 지역 중심의 무장 투쟁과 봉기라는 스탈린이 통지한 노선을 따르기로 했으나, 천두슈는 레닌주의적인 노동자 봉기 투쟁을 이어가되, 도시를 본거지로 삼는 볼셰비키식 프롤레타리아 독재 혁명 노선의 방침을 고수하였다. 1927년 중국공산당 제5차전국대표대회에서 스탈린의 코민테른은 중국공산당의 제1대 영수 천두슈의 실행 노선에 반대한다는 공식 지침을 하달하였고, 중국공산당은 천두슈를 "우경 투항주의자"로 비판하고, 중국공산당 총서기 직에서 끌어내렸다.

### 장제스의 공산주의 반대
1927년 5월 17일, 장제스(蔣介石)의 지시를 받은 14사단장 샤더우인(夏斗寅)이 나서 일대의 공산주의 폭력 혁명 세력을 제압한 것을 시작으로 중국 곳곳에서 수많은 폭력 단원들과 무장혁명 단체원들을 체포, 공산주의 세력을 타격하기 시작하였다. 공산주의 단체들은 막강한 정부의 통제력에 의해 급격히 열세에 처해지고, 중국공산당은 코민테른으로부터 거센 비판을 받았다. 국민당의 무한 정부도 얼마 뒤, 공산주의에 대한 투쟁에 가세, 코민테른의 중국내 영향력과 공산주의 세력은 궤멸적 타격을 입었다.

### 소련의 만주 침략
이에 1929년 9월 소련은 만주 지역에 군사를 내려보내 침략을 감행하였는데, 스탈린은 중국공산당에 명령을 하달, 중국 전역에 공산당의 프롤레타리아트 무장 폭동과 시위를 강화, 확대함으로써 국민당 정부의 국가 통제력을 와해시키는 것으로 소련의 침략을 지원할 것을 명령하였다. 그러나, 중국공산당의 천두슈는 중화민국의 군벌 장쉐량이 호위하고 있던 만주 지역에 대한 역사 유물주의, 변증 유물주의적 감정에 복받치면서, 스탈린의 동북 지역 영토 간섭에 이의를 제기하였고, 이로 인해 코민테른에 의해서 중국공산당에서 결국 축출되었다.

### 트로츠키주의로 전향
1929년 천두슈는 스탈린 노선에 대한 반발로 마르크스주의자의 이념은 고수한 채로 트로츠키주의로 전향 하였고, 중국공산당의 주요 노선에서 이탈하여 중국의 여러 트로츠키주의 조직과 접촉, 이들 조직 중 하나에 참여하였다.

### 중화민국 정부에서 체포
1931년 세계 공산주의 노동자 세력 연합 봉기를 기치로 내걸은 중화민국 내 트로츠키주의자들의 통합을 위한 네 개 당파의 (통합 전 중국의 트로츠키주의 공산주의파는 〈우리의 주장〉,〈10월〉, 〈무산자〉, 〈전투〉의 네 개파로 나뉘어져 있었다.) 통일 전당 대회에서 중앙 상무위원에 선출되었으나, 조직원의 밀고로 인하여 간부 상당수가 체포되어 조직은 마비되었고, 천두슈 또한 이듬해에 체포되었다.

### 말년
천두슈는 장제스 정권에 의해 여러차례 투옥되며 고초를 겪었다. 그의 동지들은 1930년대에 대부분 살해당했고 그는 홀로 남아 집필 활동을 이어갔다. 1937년 중일전쟁이 본격적으로 발발하자 중국국민당과 중국공산당 양측의 적대행위 중단을 요청하고 제2차 국공합작을 지지했다.
말년에 천두슈는 모종의 이유로 트로츠키주의와도 결별하였고, 충칭의 한 중학교에서 교사로 일하다가 1942년에 향년 62세의 나이로 사망하였다.